# Teestrauchgewächse
Die Teestrauchgewächse (Theaceae) sind eine  Pflanzenfamilie in der Ordnung der Heidekrautartigen (Ericales). Ökonomisch wichtige Arten sind der Teestrauch (Camellia sinensis), Camellia oleifera als Speiseöllieferant und die Kameliensorten (Camellia japonica) als Zierpflanze. Besonders in der Gattung Camellia wurden Inhaltsstoffe auf ihre medizinischen Wirkungen untersucht.

## Beschreibung

### Vegetative Merkmale

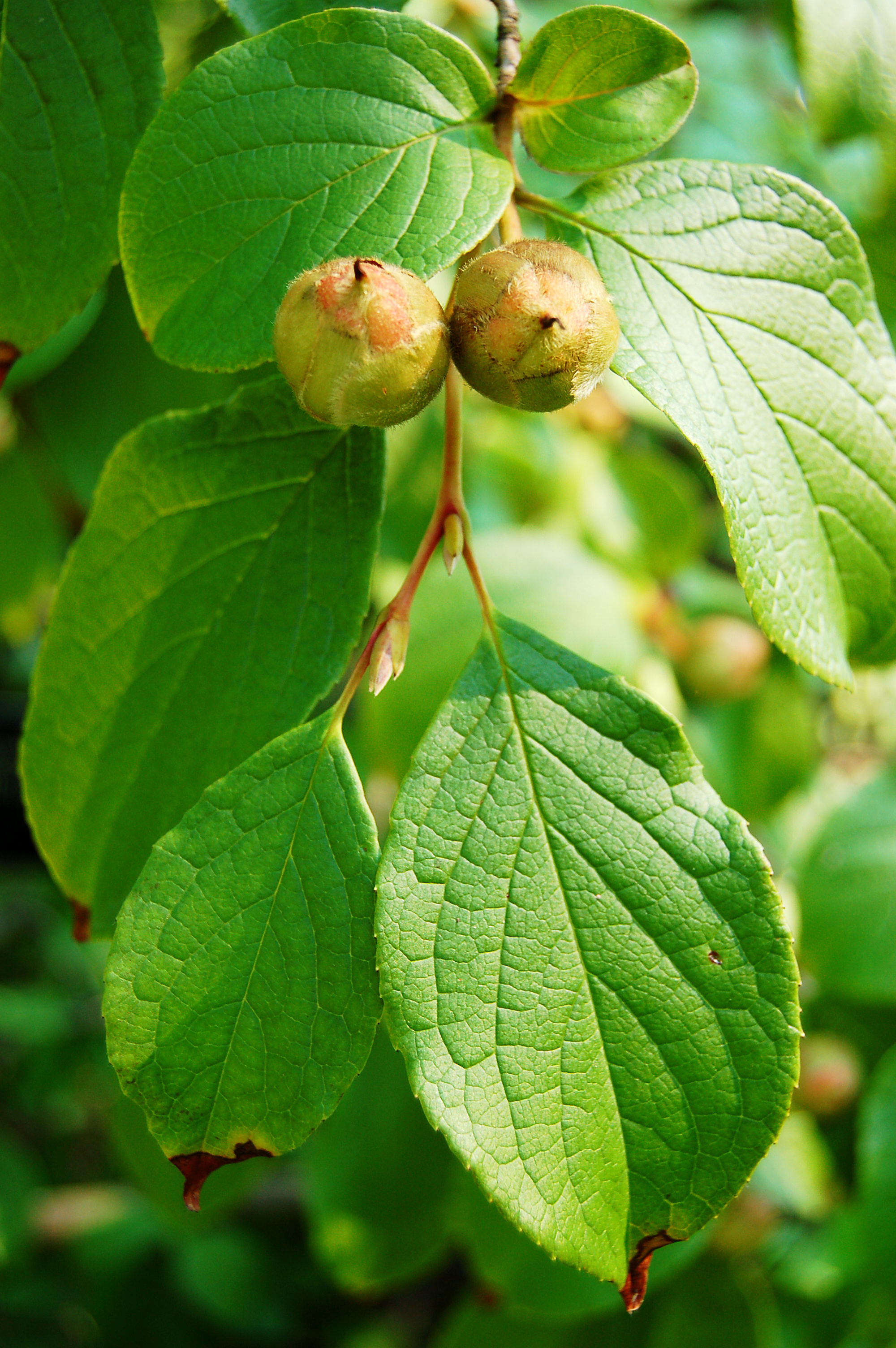
Tribus Stuartieae: Einfache Laubblätter und die teilweise von den Kelchblättern umhüllten, kugeligen Kapselfrüchte von Stewartia pseudocamellia

Es handelt sich um verholzende Pflanzen: meist immergrüne kleine (maximale Wuchshöhen von 20 Meter) Bäume oder Sträucher. Es sind einzellige Trichome vorhanden oder sie sind unbehaart. Die wechselständig und spiralig oder zweizeilig an den Zweigen angeordneten, gestielten oder ungestielten Laubblätter besitzen eine immer glänzende, ledrige und einfache Blattspreite, die oft asymmetrisch ist. Der Blattrand ist oft gesägt. Die Blätter verfärben sich oft rot, bevor sie abfallen. Nebenblätter fehlen.
In vielen Geweben der Teestrauchgewächse sind sogenannte Sklereiden vorhanden, d. h. Zellen unterschiedlicher Form mit stark verdickten Zellwänden; sie sind oft als winzige Punkte beispielsweise auf den Blattspreiten erkennbar.

### Generative Merkmale
Die Blüten stehen in den Blattachseln über zwei oder bis zu sieben Hochblättern (meist) einzeln oder in wenigblütigen Blütenständen. Die meist zwittrigen, bei Laplacea eingeschlechtigen Blüten sind oft sehr auffällig und radiärsymmetrisch. Die meist fünf, seltener sechs oder selten mehr Kelchblätter und fünf bis sechs, selten bis zu zehn Kronblätter können frei bis manchmal etwas an ihrer Basis verwachsen und sowohl wirtelig wie (meist) spiralig angeordnet sein. Oft gehen Kelchblätter und Kronblätter auch schrittweise ineinander über. Es sind zahlreiche (mehr als 40) nur fertile, zentrifugal angeordnete Staubblätter vorhanden. Die meist langen Staubfäden sind meist frei, seltener in unterschiedlichem Ausmaß an ihrer Basis verwachsen, die Staubbeutel sind kurz. Meist fünf (drei bis zehn) Fruchtblätter sind zu einem oberständigen Fruchtknoten verwachsen. Je Fruchtblatt sind einige wenige, meist zwei Samenanlagen vorhanden. Drei bis fünf Griffel mit kopfigen Narben sind frei oder nur an ihrer Basis oder vollständig zu einem Griffel, der in Narbenlappen endet, verwachsen. Bei den weiblichen Blüten der Laplacea sind Staminodien vorhanden.
Es werden kugelige, holzige, lokulizidale, etwa 2 cm lange Kapselfrüchte gebildet auf denen die Kelchblätter noch vorhanden sind und einige Samen enthalten. Die häufig abgeflachten Samen sind über 4 bis 20 mm lang und besitzen einen geraden Embryo. Die Samen von Laplacea sind geflügelt.

### Inhaltsstoffe
Die Blätter können Aluminiumionen akkumulieren. Beispiele für organische Inhaltsstoffe sind Myricetin und Ellagsäure.

## Verbreitung
Viele Fossilien ab der späten Kreide und des gesamten Tertiär werden den Theaceae zugeordnet. Früher hatte diese Familie als wichtige Bestandteile der Wälder eine weite Verbreitung in den Gemäßigten Breiten auf der Nordhalbkugel.
Die Teestrauchgewächse kommen in den Tropen und Subtropen vor. Die Familie besitzt heute ein disjunktes Areal. Verbreitungsschwerpunkte sind heute der Osten bis Südosten Asiens und Malesien. Der Osten und Südosten Nordamerikas beherbergt etwa vier Arten.
Ein guter Teil der Arten wächst als Unterholz in Gebirgswäldern.

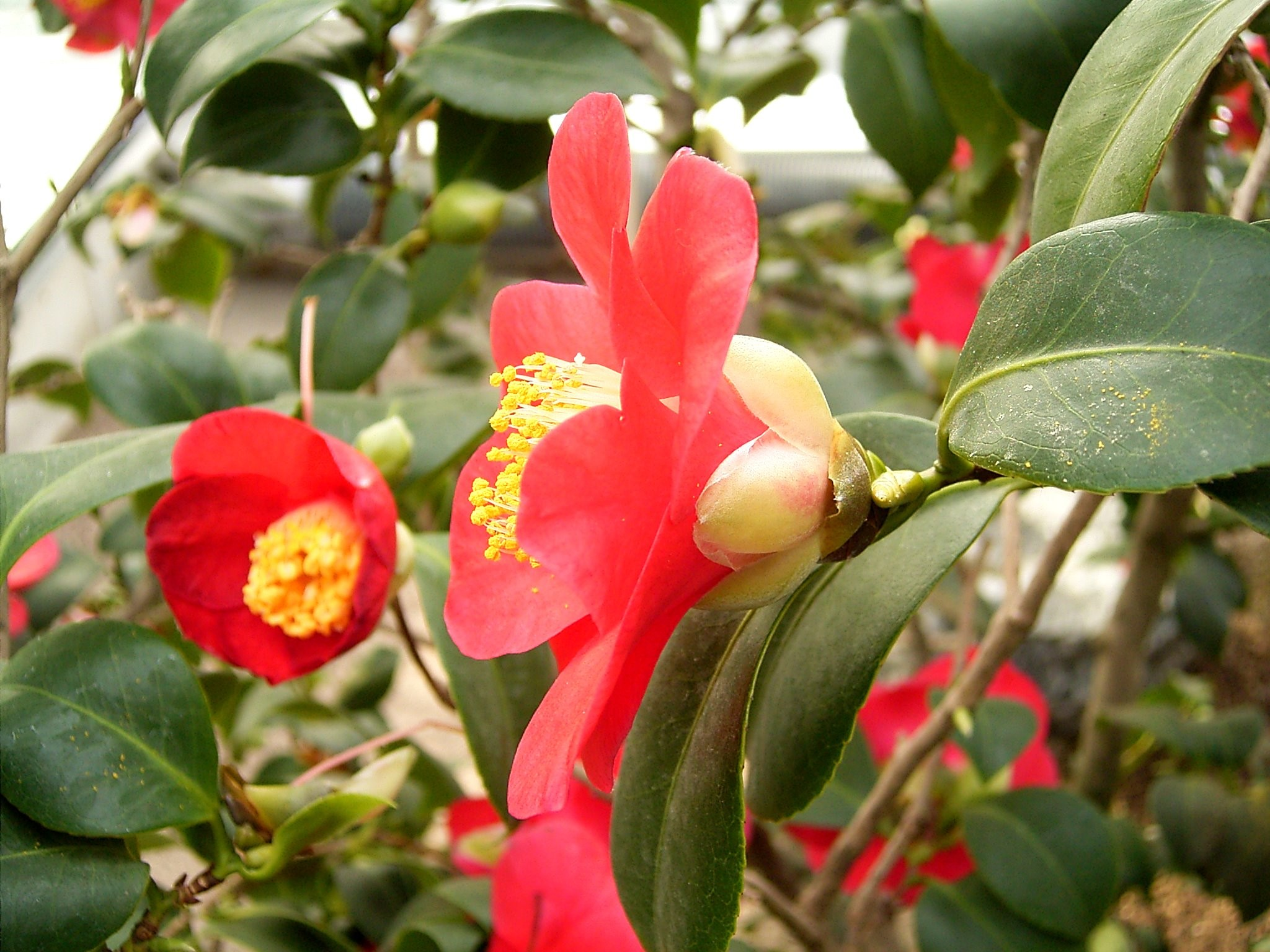
Tribus Theeae: Kamelie (Camellia japonica)

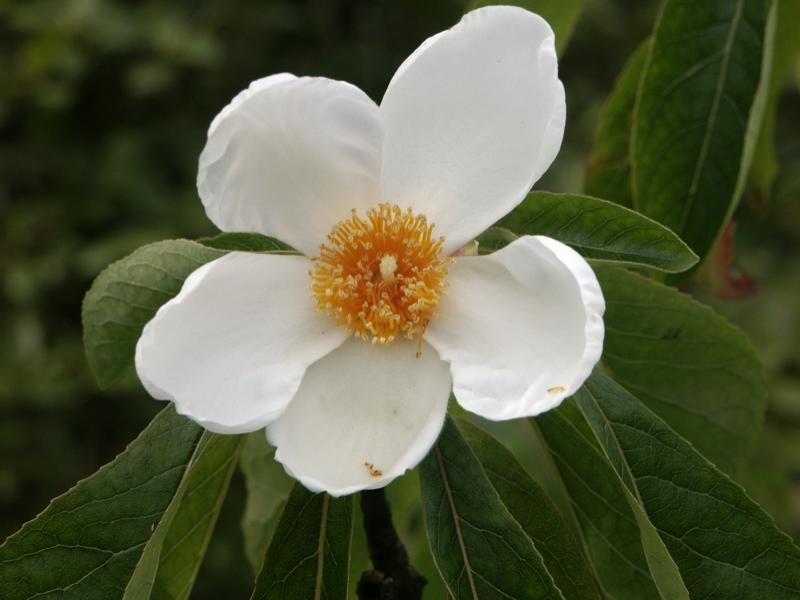
Tribus Gordonieae: Franklinie (Frankliniia alatamaha)

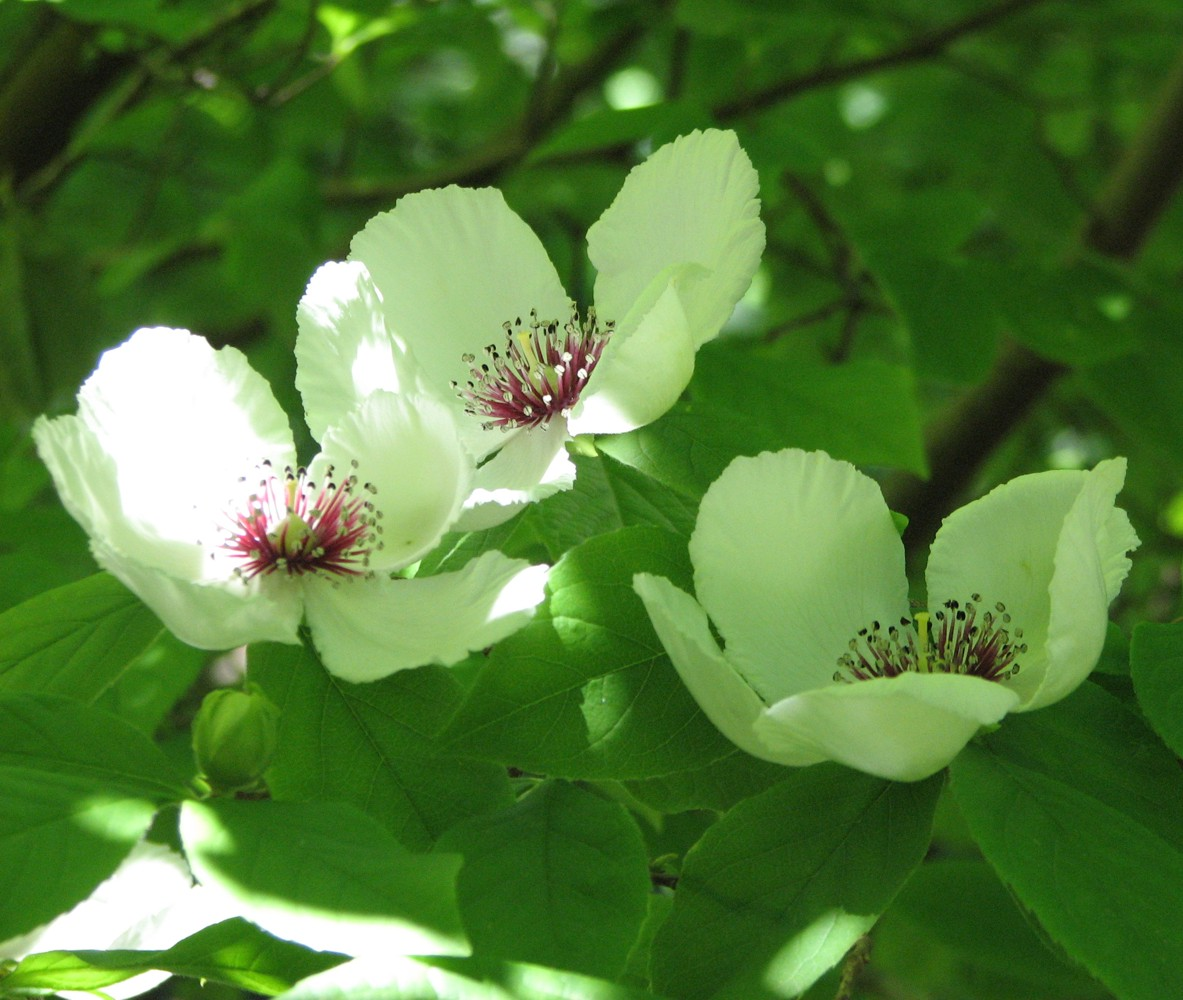
Tribus Stuartieae: Blüte von Stewartia malacodendron

## Systematik
Der Familienname Theaceae wurde 1816 von Charles François Brisseau de Mirbel in Botanical Register; consisting of coloured …, Tafel 112 veröffentlicht. Typusgattung ist Thea L., heute ein Synonym von Camellia L. Synonyme für Theaceae Ker Gawl. sind: Camelliaceae DC., Gordoniaceae Sprengel und Malachodendraceae J.Agardh.
Die Familie Theaceae s. l., die früher aus etwa 30 bis 40 Gattungen mit mehr als 600 Arten bestand, wird heute in die Familien Theaceae s. str., Sladeniaceae, Pentaphylacaceae (inklusive Ternstroemiaceae) und Tetrameristaceae (inklusive Pellicieraceae) aufgeteilt (siehe auch APG III).
Heute enthalten die Theaceae nur noch die Taxa, die früher in die Unterfamilie der Theoideae eingeordnet waren. Die Familie der Theaceae s. str. enthält heute in drei Tribus gegliedert etwa sieben bis zwölf Gattungen mit etwa 195 bis 460 Arten. Die Unterteilung in Gattungen und Arten ist aber schwierig und wird je nach Autor sehr unterschiedlich gehandhabt, da die Verwandtschaftsverhältnisse und Abgrenzungen der einzelnen Gattungen untereinander noch weiterer molekularbiologischer Untersuchungen bedarf.
Früher wurde die Familie zu der Ordnung Theales gestellt. Aktuell wird sie unter den Ericales geführt.
Die Familie umfasst drei Tribus mit den Gattungen:
- Tribus Theeae Szyszylowicz: Sie enthält fünf Gattungen:
  - Apterosperma Hung T.Chang: Sie enthält nur eine Art:
    - Apterosperma oblata Hung T.Chang: Diese gefährdete Baum-Art findet man in Wäldern in Höhenlagen zwischen 800 und 1300 Meter nur in den südchinesischen Provinzen Guangdong und Guangxi.[4]

  - Kamelien (Camellia L.): Die etwa 120 bis 200 Arten sind im nordöstlichen Indien, in Bhutan, Nepal, Myanmar, Thailand, Kambodscha, Laos, China (etwa 97 Arten), südlichen Korea, Vietnam, Indonesien, südlichen Japan, Malaysia und auf den Philippinen verbreitet.[5]
  - Laplacea Kunth: Die acht bis neun Arten sind in der Neotropis verbreitet.
  - Polyspora Sweet: Die etwa 40 Arten sind im östlichen Asien und in Südostasien verbreitet.[6][7]
  - Pyrenaria Blume (inklusive Tutcheria Dunn und Parapyrenaria Hung T.Chang): Die etwa 20 bis 25 Arten sind in China (13 Arten), nordöstlichen Indien, Indonesien, Japan (nur Ryūkyū-Inseln), Malaysia, Myanmar, Philippinen, Thailand und Vietnam verbreitet.[8]
- Tribus Gordonieae DC.: Sie enthält drei Gattungen:
  - Franklinia W.Bartram ex Marshall: Sie enthält nur eine Art:
    - Franklinia alatamaha Marshall: Die Heimat ist nur Georgia.

  - Gordonia J.Ellis: Die etwa zwei Arten sind in der Neuen Welt verbreitet. Früher enthielt diese Gattung mehr Arten, heute nur noch die aus der Neuen Welt. Die asiatischen Arten die früher hier eingeordnet waren gehören in eine andere Tribus und stehen heute fast alle in der Gattung Polyspora.[6]
  - Schima Reinw. ex Blume: Die etwa 20 Arten sind in China (13 Arten), Bhutan, Kambodscha, nordöstlichen Indien, Indonesien, Japan (nur Ryūkyū-Inseln), Laos, Malaysia, Myanmar, Nepal, Thailand und Vietnam verbreitet.[9]
- Tribus Stuartieae Choisy: Sie enthält nur einer Gattung:
  - Stewartia L. (inklusive Hartia Dunn): Die etwa 20 Arten sind in China (15 Arten), Japan, Korea, Laos, Vietnam und im östlichen Nordamerika (2 Arten) verbreitet.